# Ergänzungsleistungen
Ergänzungsleistungen (EL) zur Alters- und Hinterlassenenversicherung (AHV) oder zur Invalidenversicherung (IV) dienen im schweizerischen Sozialstaat zur Existenzsicherung, falls andere soziale Sicherungen oder das Einkommen hierfür nicht ausreichen. Die Ergänzungsleistungen bilden zusammen mit der Alters- und Hinterlassenenversicherung (AHV) und der Invalidenversicherung (IV) die erste – staatliche – Säule des schweizerischen Dreisäulensystems. Ausgerichtet werden die Leistungen von den Kantonen oder von gemeinnützigen Organisationen. Seit 1966 werden Ergänzungsleistungen gezahlt. Ursprünglich waren sie nur als Übergangslösung gedacht. Es gibt zwei Arten von Leistungen, die ausgerichtet werden: Zum einen jährliche Ergänzungsleistungen, zum anderen die Erstattung von Krankheits-, Behinderungs- und Zahnbehandlungskosten.
Die Ergänzungsleistungen werden staatlich finanziert ohne Lohnabzüge.

## Anspruchsvoraussetzungen
Rechtlichen Anspruch auf Ergänzungsleistungen haben Personen:
- mit Anspruch auf Leistungen der Alters- und Hinterlassenenversicherung (AHV) oder der Invalidenversicherung (IV)
- mit Wohnsitz und regelmässigem Aufenthalt in der Schweiz